# Cabeza de perro
Cabeza de perro és una pel·lícula espanyola de 2006 dirigida per Santi Amodeo i protagonitzada per Juan José Ballesta i Adriana Ugarte.

## Sinopsi
Conta la història de Samuel (Juan José Ballesta) que des de petit pateix una malaltia neurològica. Als 18 anys per diverses circumstàncies acaba a Madrid on coneixerà a Consuelo (Adriana Ugarte) i començaran una insòlita relació. Samuel és un noi molt educat, però té moments en què fa bogeries sense adonar-se (pèrdua de memòria). Samuel pateix per situacions poc convencionals ja que en perdre's a Madrid comença amb treballs d'estar per casa però sense cap consciència dels seus actes.

## Repartiment
- Manuel Alexandre...	Angelito
- Juan José Ballesta...	Samuel
- Reyes Bergali ...	Noia Marbella 1
- Jordi Dauder...	Pare de Samuel
- Cristina de Inza ...	Mare de Samuel
- Cristina Domínguez ...	Chica pelirroja
- Josu Eguskiza ...	Amo furgoneta
- Ana Gracia...	Mare de Consuelo
- Adriana Ugarte... Consuelo

## Nominacions i premis
- XXI Premis Goya: millor actriu revelació (Adriana Ugarte)[3]
- Festival Internacional de Cinema de Xangai: Guanyadora del Copet d'Or al millor actor (Juan José Ballesta)[4]